# مارك مورغان
مارك مورغان (24 مايو 1980 - ) (بالإنجليزية: Mark Morgan) هو لاعب كريكت بريطاني.

## وصلات خارجية
- مارك مورغان على موقع إي آس بي آن كريك إنفو (الإنجليزية)